# Acetàbul (morfologia)
Acetàbul en zoologia dels invertebrats és un òrgan de fixació en forma de copa que tenen alguns cucs anèl·lids (com la sangonera) i els cucs trematodes. És una ventosa especialitzada per a l'adaptació biològica parasitària en trematodes amb la qual els cucs són capaços de fixar-se a l'amfitrió. En anèl·lids, és bàsicament un òrgan locomotor per subjectar-se al substrat. El nom també s'aplica a les ventoses dels tentacles de cefalòpodes com calamars, pops, sèpies, Nàutils, etc.

## Etimologia
Acetàbul literalment significa "vas petit per al vinagre". És derivat de dues paraules llatines: acetum, "vinagre", i -bulum, un sufix que significa "recipient". El nom prové de la forma de bol o copa que té aquesta estructura en els invertebrats.

## Estructura

### Anèl·lids

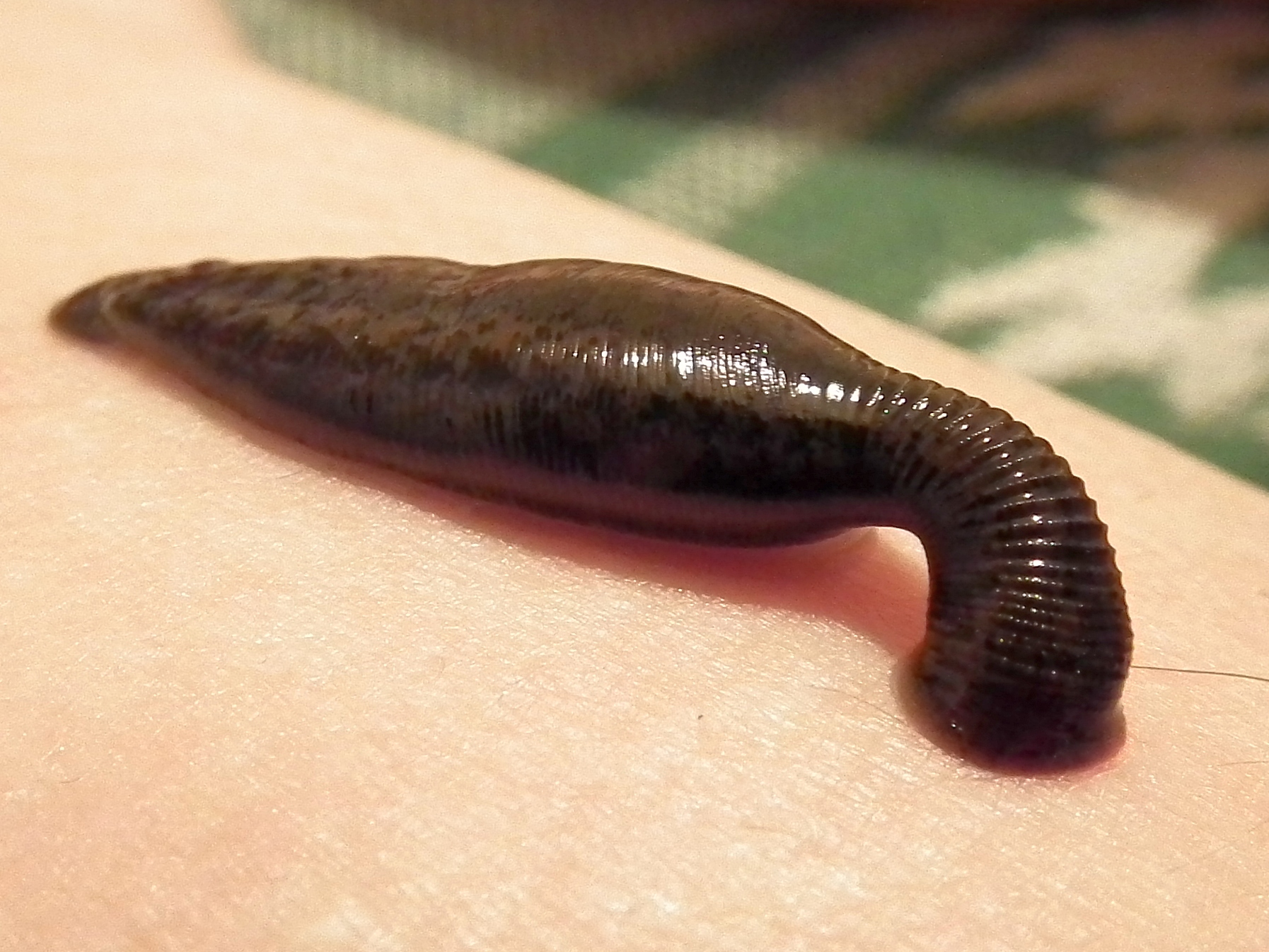
Acetàbul de sangonera, a la dreta

En les sangoneres, l'acetàbul és la prominent ventosa posterior a l'extrem final del cos. De fet, forma una estructura semblant a un cap, mentre que el cap real, situat a l'altre extrem, és relativament petit. És un sistema muscular en forma de disc gruixut compost de fibres circulars, longitudinals i radials.

### Trematodes

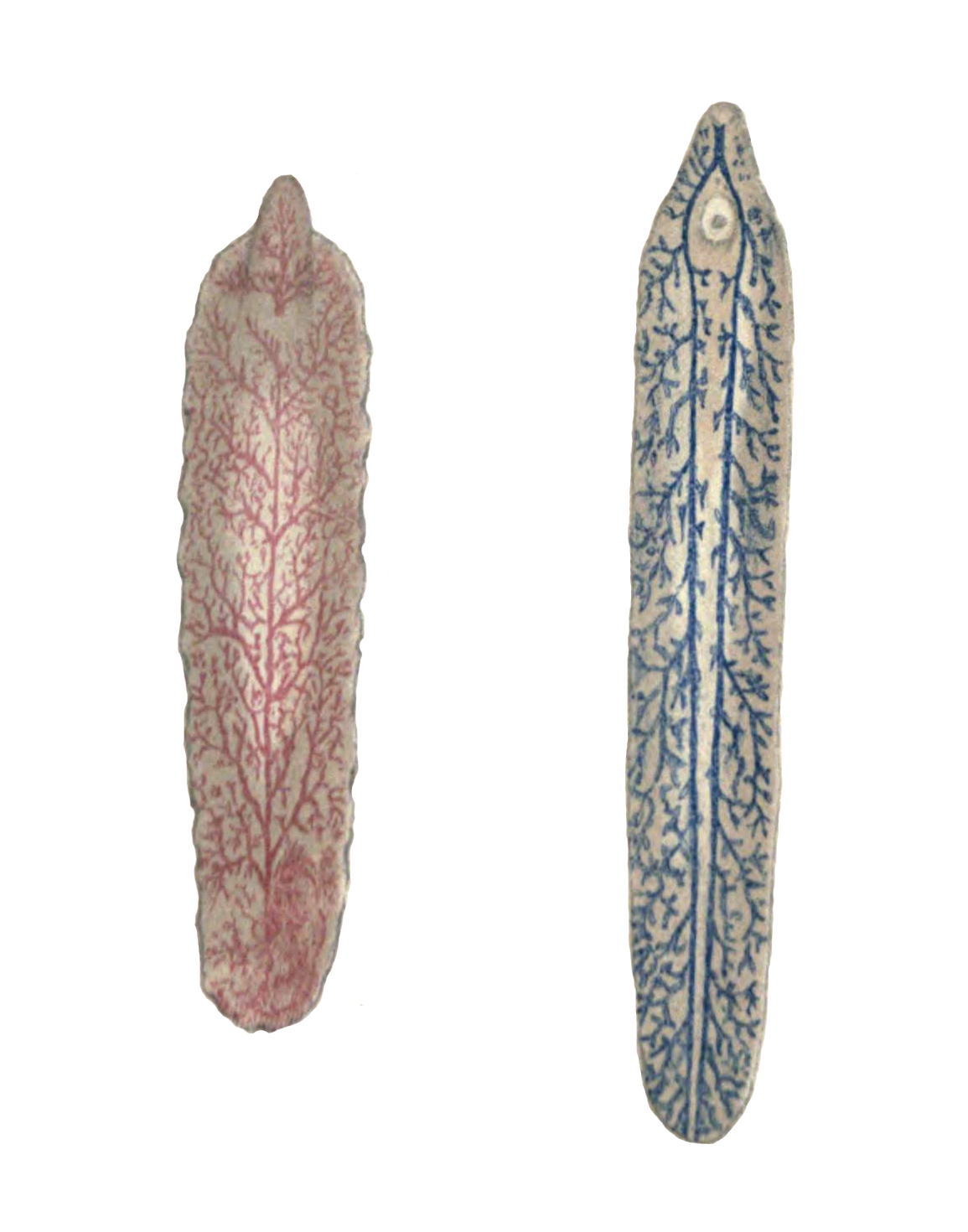
A la dreta, acetàbul en forma d'ocel de Fasciola gigantica

En els trematodes, l'acetàbul és la ventosa ventral situada a la part anterior del cos, però darrere de la ventosa oral. És compost de nombroses espines per penetrar i subjectar-se al teixit de l'amfitrió. La ubicació i estructura de l'acetàbul, i el patró i la posició de les espines és l'eina diagnòstica més important per determinar l'espècie de trematode.

### Mol·luscos

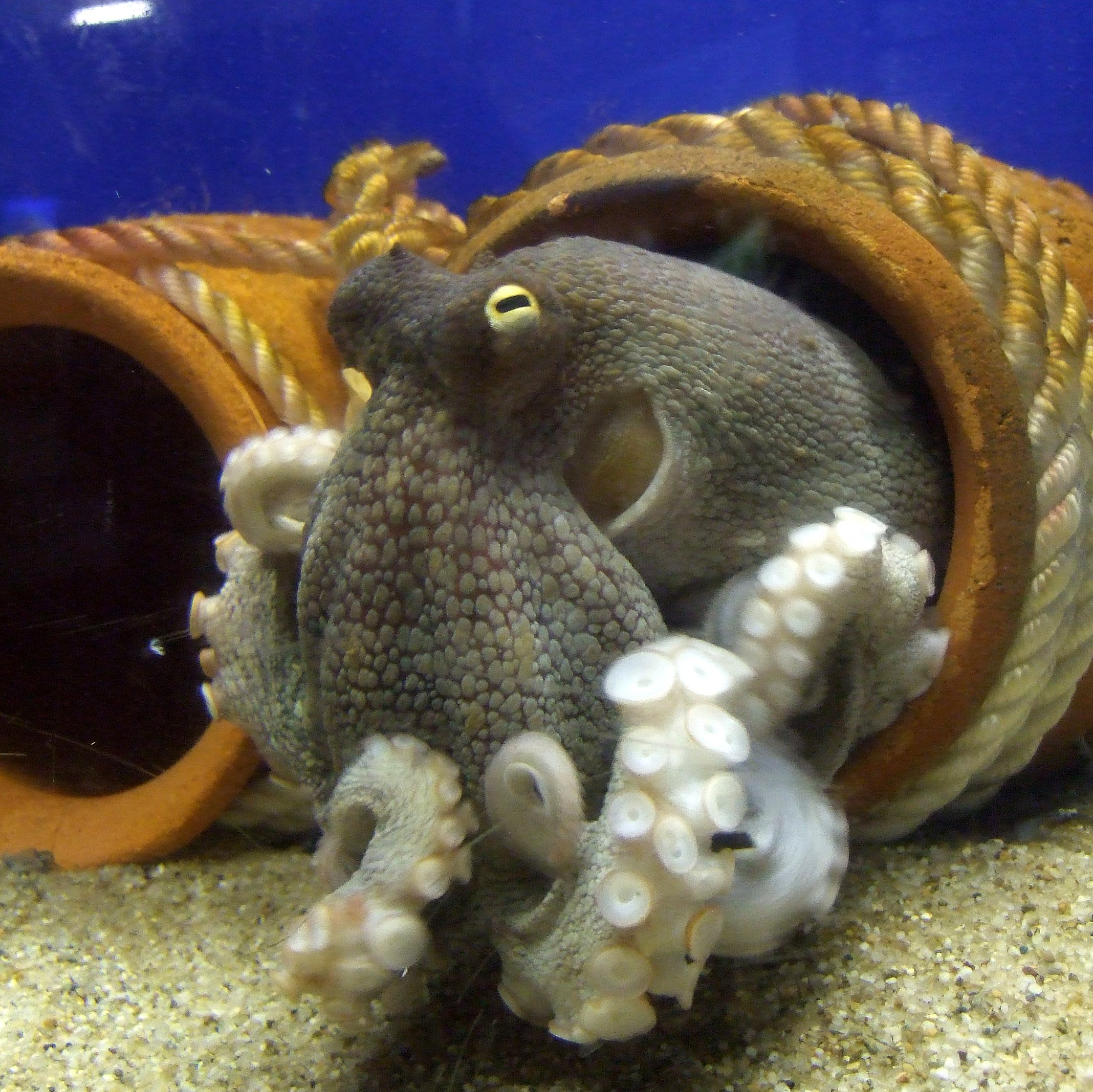
Un pop que mostra les seves ventoses amb cavitat central d'acetàbul

L'acetàbul en els mol·luscos és una obertura buida circular en els tentacles. Ocupa la part central de la ventosa, al centre d'una cavitat esfèrica més gran o infundíbul, en forma d'embut. Aquestes dues estructures són músculs gruixuts, i l'acetàbul és compost concretament de músculs radials. Són coberts amb cutícula de quitina per fer una superfície protectora.

## Funció
L'acetàbul és essencialment un òrgan de subjecció. En els anèl·lids, s'utilitza per adherir-se al substrat durant un cicle de locomoció. Els anèl·lids com les sangoneres es desplacen mitjançant cicles repetits d'extensions i contraccions del del cos que efectua al mateix temps que la subjecció i desenganxament successius de la ventosa oral i l'acetàbul. Els trematodes l'utilitzen per penetrar les parets de la mucosa gastrointestinal i mantenir-se fixats a l'hàbitat que parsiten. És alhora un òrgan sensorial amb receptors sensorials de tipus 2, consistent en una papil·la llisa en forma de bulb i no ciliada.

### Mol·luscos
Els mol·luscos l'utilitzen fixar-se al substrat, subjectar una presa i com a accessori de locomoció. El funcionament de l'acetàbul més estudiat és el dels pops. Els tentacles d'un pop contenen entre 200 i 300 ventoses controlades independentment que poden agafar objectes petits i produir potents forces d'adhesió en gairebé qualsevol superfície no porosa. Aquest precís mecanisme d'alta flexibilitat té fins i tot potencials aplicacions mecàniques en robòtica. Cada ventosa és un sensor tàctil per detectar l'entorn. Quan la ventosa se subjecta en un objecte, l'infundíbul proporciona adhesió mentre l'acetàbul central és bastant lliure. Això proporciona una gran succió en superfícies planes, i això, fent una pressió increïblement baixa. És per això que la subjecció del pop és excepcionalment forta. Després, la contracció del múscul radial de l'acetàbul causa el desenganxament de la ventosa sencera.